# Viviers (Mosela)
Viviers é uma comuna francesa na região administrativa de Grande Leste, no departamento de Mosela. Estende-se por uma área de 7,2 km². Em 2010 a comuna tinha 122 habitantes (densidade: 16,9 hab./km²).